# Президентские выборы в Финляндии (1988)
Президентские выборы в Финляндии состоялись в 1988 году. Это были первые выборы, проведенные по новой системе. Ранее общественность избрала коллегию выборщиков, которая в свою очередь избрала президента. Для этих выборов общественность непосредственно избрала президента 31 января и 1 февраля, но также избрала коллегию выборщиков, которая изберет президента, если ни один кандидат не наберет более 50 % голосов избирателей. Колледж был увеличен в размере от 300 до 301 места, чтобы сделать ничью менее вероятной, хотя это было все ещё технически возможно, поскольку избиратели могли воздержаться от голосования.
Результат конкурса, переизбрание Мауно Койвисто, никого не удивил, но он захватил меньшую часть прямого народного голосования, чем ожидалось—только 48,9 процента, а не 60 до 70 процентов, прогнозируемых опросами общественного мнения в 1987 году. Его неспособность выиграть более половины прямого, или народного, голосования с явкой 84 процента означала, что Койвисто мог претендовать на победу только после того, как он получил поддержку большинства коллегии выборщиков из 301 члена. Этого он добился во втором туре голосования, когда голоса 45 из 63 избирателей, обещанных кандидату от Национальной коалиционной партии (Кок), премьер-министру Харри Холкери, были добавлены к голосам 144 избирателей, которых он выиграл самостоятельно. Неспособность Койвисто напрямую выиграть президентство была вызвана всплеском поддержки в последние недели кампании его более сильных соперников, Пааво Вейринена из Центристской партии и Холкери кока, которые получили 20,1 и 18,1 процента голосов соответственно, и Калеви Кивисте, кандидата избирателей, связанных с финской Народно-Демократической Лигой (SKDL) и Зелеными, которые получили 10,4 процента. Сильный финиш Вейринена и Кивисте был расценен некоторыми как голосование против коалиции Кок-СДП, сформированной после парламентских выборов в марте 1987 года. 1,4 процента, набранные кандидатом от демократической альтернативы (DeVa) Йоуко Каяноджа, указали на маргинальную роль, которую сталинское крыло коммунистического движения играло в политической жизни страны.

## Кампания
Кампания была сосредоточена, в значительной степени, не на вопросах, а на самих кандидатах; Вейринен и Холкери явно хотели хорошо позиционировать себя на президентских выборах 1994 года. Ни у кого не было надежды победить когда-либо популярного Койвисто в 1988 году, и широко предполагалось, что он не будет добиваться переизбрания снова в 1994 году. Вейринен считался победителем в этой гонке за место, потому что он пришел издалека на выборах, легко победил Койвисто в северных провинциях, нашел хорошую поддержку в других местах—за исключением района Хельсинки, и укрепил свою руководящую роль в своей собственной партии. Его сильная партийная база и способность привлекать консерваторов, недовольных альянсом своей партии с социалистами, в сочетании с его обширным министерским опытом сделали относительно молодого Вейринена главным оппозиционным политиком Финляндии. Его сильный финиш и отсутствие какого-либо политика СДП личного положения и популярности Койвисто гарантировали дальнейшее значение Центристской партии в политической жизни страны даже в оппозиции и, возможно, были признаками того, что доминирование постиндустриальной Южной Финляндии над страной в целом может быть только временным.

## Результаты

### Всенародное голосование

#### Президентское
| Кандидат                          | Партия                                  | Голосов   | %    |
| --------------------------------- | --------------------------------------- | --------- | ---- |
| Мауно Койвисто                    | Социал-демократическая партия Финляндии | 1,513,234 | 48.9 |
| Пааво Вяюрюнен                    | Партия центра                           | 636,375   | 20.6 |
| Харри Холкери                     | Национальная коалиция                   | 570,340   | 18.4 |
| Калеви Кивистё                    | Демократический союз народа Финляндии   | 330,072   | 10.7 |
| Йокко Кайанойа                    | Демократическая альтернатива            | 44,428    | 1.4  |
| Недействительные/пустые бюллетени | Недействительные/пустые бюллетени       | 63,641    | -    |
| Всего                             | Всего                                   | 3,158,090 | 100  |
| Источник: Nohlen & Stöver         |                                         |           |      |

#### Коллегия выборщиков
| Партия                                  | Голосов   | %    | Мест |
| --------------------------------------- | --------- | ---- | ---- |
| Социал-демократическая партия Финляндии | 1,175,209 | 39.4 | 128  |
| Партия центра                           | 647,769   | 21.7 | 68   |
| Национальная коалиционная партия        | 603,180   | 20.2 | 63   |
| Демократический союз народа Финляндии   | 286,833   | 9.6  | 26   |
| Финская сельская партия                 | 120,043   | 4.0  | 7    |
| Про Койвисто                            | 88,663    | 3.0  | 8    |
| Демократическая альтернатива            | 56,528    | 1.9  | 0    |
| Коалиция Аландов                        | 7,484     | 0.3  | 1    |
| Недействительные/пустые бюллетени       | 155,651   | -    | -    |
| Всего                                   | 3,141,360 | 100  | 300  |
| Источник: Nohln & Stöver                |           |      |      |

### Голосование в коллегии выборщиков
| Кандидат                  | Партия                                  | Первый тур | Первый тур | Второй тур | Второй тур |
| Кандидат                  | Партия                                  | Голосов    | %          | Голосов    | %          |
| ------------------------- | --------------------------------------- | ---------- | ---------- | ---------- | ---------- |
| Мауно Койвисто            | Социал-демократическая партия Финляндии | 144        | 48.0       | 189        | 63.0       |
| Пааво Вяюрюнен            | Партия центра                           | 68         | 22.7       | 68         | 22.7       |
| Харри Холкери             | Национальная коалиционная партия        | 63         | 21.0       | 18         | 6.0        |
| Калеви Кивистё            | Демократический союз народа Финляндии   | 26         | 8.7        | 26         | 8.7        |
| Йокко Кайанойа            | Демократическая альтернатива            | 0          | 0.0        | -          | -          |
| Всего                     | Всего                                   | 301        | 100        | 301        | 100        |
| Источник: Nohlen & Stöver |                                         |            |            |            |            |